# Departamento Litoral

Flagge des Departamentos Litoral

Grenzen Boliviens vor dem Salpeterkrieg

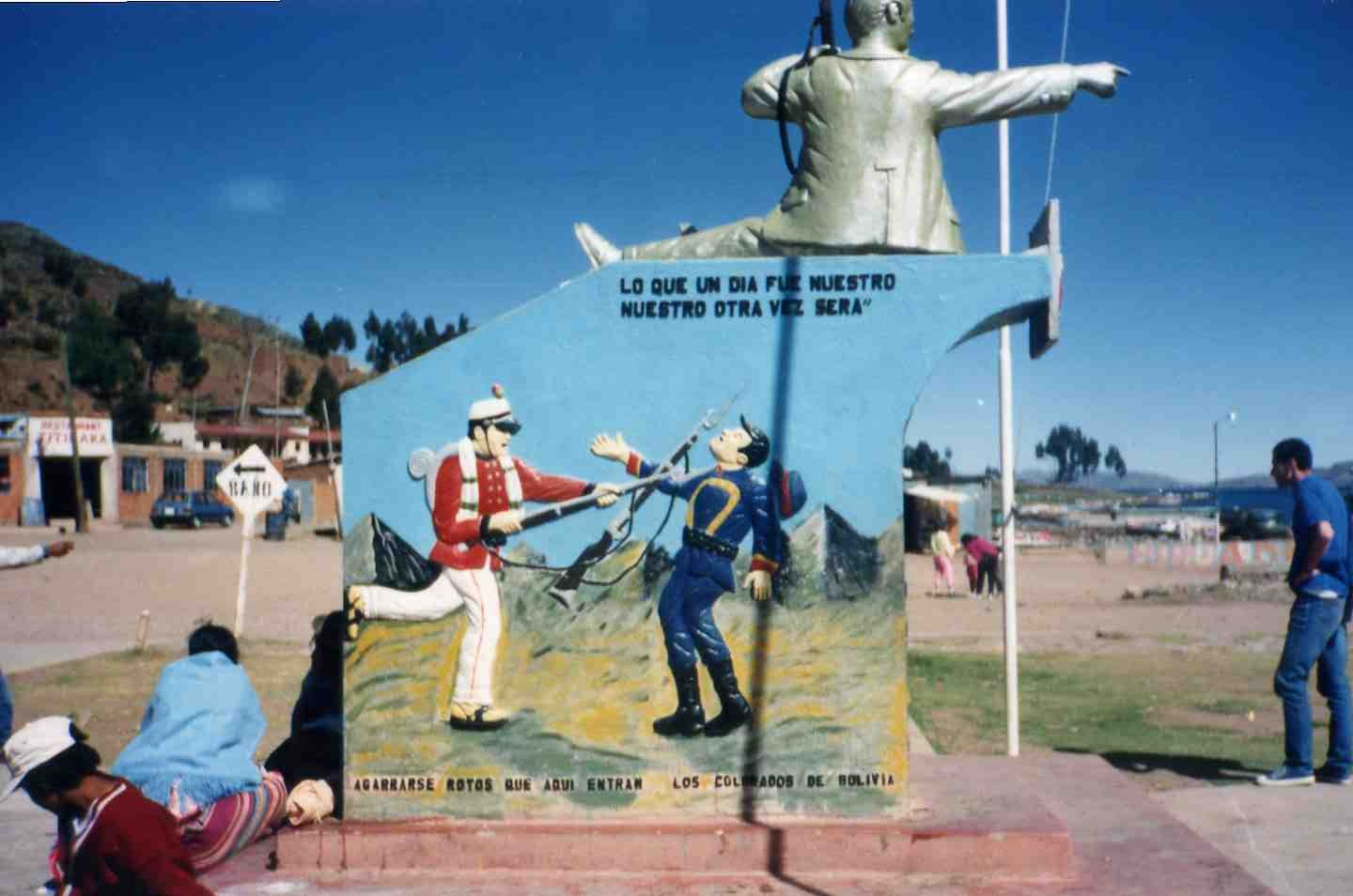
Ein Monument in der Nähe des Eingangs zum Marinestützpunkt Titicaca zeigt einen bolivianischen Soldaten beim Stechen seines Bajonetts in den Hals eines chilenischen Soldaten, daneben der Satz: „Was uns einmal gehörte, wird uns wieder gehören“ und (unten) „Haltet euch fest, Rotos (Chilenen), hier kommen die Colorados aus Bolivien“.

Litoral ist in Bolivien eine Bezeichnung für die chilenische Región de Antofagasta. Am 2. Januar 1867 erhob Präsident José Mariano Melgarejo das Territorium, welches zuvor eine Provinz des früher wesentlich größeren Departamento Potosí war, in den Rang eines Departamentos. Wenige Jahre später hatte Bolivien die Kontrolle über das Gebiet im Salpeterkrieg von 1879 bis 1884 verloren. Seither erhebt das Land Ansprüche auf das Territorium und bezeichnet es als sein zehntes Departamento.
Gerade innenpolitisch wird die Forderung nach einer „Rückkehr ans Meer“ immer wieder hervorgebracht und auch in den Schulen eingehend thematisiert. Nach außen hin wird dies durch den zehnten Stern im Staatswappen und auf der Kriegsflagge zur See symbolisiert. Bolivien nennt auch eine Marine sein Eigen, die aber, solange Bolivien ein Binnenland bleibt, nur auf dem Titicacasee und größeren Flüssen verkehrt.
Litoral verfügt auch über ein eigenes Wappen und eine historische Flagge (horizontale, blau-rot-gelbe Trikolore). Zum Zeitpunkt der Besetzung bestand das Departamento aus den folgenden Provinzen (in heutigen Begriffen eher Landkreise bzw. spanisch municipios):
- Mejillones (Hauptort: Antofagasta)
- Cobija (Chile) (Hauptort: La Mar/Lamar; das bolivianische Cobija wurde im Gedenken daran 1908 so benannt.)
- Loa (vergleiche Río Loa, Hauptort: Tocopilla)
- Caracoles (Hauptort: Caracoles)
- Atacama (nicht zu verwechseln mit Región de Atacama, Hauptort: San Pedro de Atacama)

Am 23. März wird im Gedenken an den verlorenen Küstenstreifen alljährlich der Tag des Meeres begangen. Er wird dabei von Militärparaden, patriotischen (teils anti-chilenischen) Demonstrationen und Veranstaltungen aller Art begleitet. Am Hauptplatz San Francisco der Stadt La Paz finden zudem politische Kundgebungen und Trauermärsche statt.

## Quelle
- Flags of the World – Litoral department, Bolivia